# Савез социјалистичке омладине Србије
Савез социјалистичке омладине Србије (скраћено ССОС) је био омладинска друштвено-политички организација СР Србије, републичка организација Савеза социјалистичке омладине Југославије и омладински огранак Савеза комуниста Србије од 1944. до 1990. године.
Настао је на Првом конгресу Уједињеног савеза антифашистичке омладине Србије (УСАОС), одржаном од 16. до 18. новембра 1944. у Београду и био је део Уједињеног савеза антифашистичке омладине Југославије (УСАОЈ), формираног 27. новембра 1942. у Бихаћу. Ова масовна антифашистичка организација окупљала је омладину, која није била укључена у рад Савеза комунистичке омладине Југославије (СКОЈ). Након што је УСАОЈ маја 1946. променио назив у Народна омладина, ову промену извршио је и УСАОС поставши Народна омладине Србије (НОС). Уједињем Савеза комунистичке омладине  и Народне омладине, децембра 1948. створена је јединствена омладинска организација Народне омладине Југославије.
Пратећи промене у савезној организацији, чији је била саставни део, Народна омладина Србије је јануара 1963. променила назив у Савез омладине Србије (СОС), а новембра 1974. у Савез социјалистичке омладине Србије (ССОС). Организација је постојала до 12. маја 1990. када је распуштена.
Правни наследници ССО Србије били су Омладински савет Србије и Социјалдемократски савез младих Србије — Нова демократија, који је формиран 10. јула 1990. у Београду. Странка је 29. августа 1990. променила назив у Нова демократија — Покрет за Србију, мада је касније користила само скраћени назив Нова демократија. Средином 2003. преименована је у Либерали Србије, а почетком 2010. је угашена.

## Конгреси
- Први конгрес УСАО Србије — одржан од 16. до 18. новебра 1944. у Београду
- Други конгрес Народне омладине Србије — одржан од 18. до 20. маја 1947. у Београду[4]
- Трећи конгрес Народне омладине Србије — одржан од 15. до 17. марта 1949. у Београду[5]
- Четврти конгрес Народне омладине Србије — одржан од 3. до 6. децембра 1953. у Београду[6]
- Пети конгрес Народне омладине Србије — одржан од 12. до 14. децембра 1957. у Београду[7]
- Шести конгрес Народне омладине Србије — одржан од 29. до 31. марта 1962. у Београду[8]
- Седми конгрес Савеза омладине Србије — одржан од 22. до 24. децембра 1968. у Крагујевцу[9]
- Осми конгрес Савеза социјалистичке омладине Србије — одржан од 24. до 26. новембра 1974. у Београду[10]
- Девети конгрес Савеза социјалистичке омладине Србије — одржан од 16. до 18. новембра 1978. у Београду[11]
- Десети конгрес Савеза социјалистичке омладине Србије — одржан од 10. до 12. децембра 1982. у Београду
- Једанаести конгрес Савеза социјалистичке омладине Србије — одржан од 8. до 11. маја 1986. у Београду
- Дванаести конгрес Савеза социјалистичке омладине Србије — одржан 11. и 12. маја 1990. у Београду

## Председници
| Преглед руководећих личности Народне омладине / Савеза омладине / Савеза социјалистичке омладине Србије | Преглед руководећих личности Народне омладине / Савеза омладине / Савеза социјалистичке омладине Србије | Преглед руководећих личности Народне омладине / Савеза омладине / Савеза социјалистичке омладине Србије | Преглед руководећих личности Народне омладине / Савеза омладине / Савеза социјалистичке омладине Србије | Преглед руководећих личности Народне омладине / Савеза омладине / Савеза социјалистичке омладине Србије | Преглед руководећих личности Народне омладине / Савеза омладине / Савеза социјалистичке омладине Србије | Преглед руководећих личности Народне омладине / Савеза омладине / Савеза социјалистичке омладине Србије | Преглед руководећих личности Народне омладине / Савеза омладине / Савеза социјалистичке омладине Србије |
| конгресни период                                                                                        | број | име и презиме                                                                                           | назив функције                                                                                          | назив функције                                                                                          | трајање мандата                                                                                         | напомена                                                                                                | реф |
| конгресни период                                                                                        | број | име и презиме                                                                                           | почетак мандата                                                                                         | крај мандата                                                                                            | трајање мандата                                                                                         | напомена                                                                                                | реф |
| --- | --- | --- | --- | --- | --- | --- | --- |
| 1 конгрес УСАОС 1944—1947.                                                                              | 1 | Милијан Неоричић (1922—2014)                                                                            | секретар Главног одбора 1944—1949.                                                                      | секретар Главног одбора 1944—1949.                                                                      | 2 године, 183 дана                                                                                      | | |
| 1 конгрес УСАОС 1944—1947.                                                                              | 1 | Милијан Неоричић (1922—2014)                                                                            | 18. новембар 1944.                                                                                      | 20. мај 1947.                                                                                           | 2 године, 183 дана                                                                                      | | |
| 2 конгрес НОС 1947—1949.                                                                                | 2 | Раденко Броћић (1922—2008)                                                                              | 20. мај 1947.                                                                                           | 17. март 1949.                                                                                          | 4 године, 38 дана                                                                                       | | [ 12 ]                                                                                                  |
| 2 конгрес НОС 1947—1949.                                                                                | 2 | Раденко Броћић (1922—2008)                                                                              | секретар Централног комитета 1949—1953.                                                                 | | 4 године, 38 дана                                                                                       | | |
| 3 конгрес НОС 1949—1953.                                                                                | 2 | Раденко Броћић (1922—2008)                                                                              | 17. марта 1949.                                                                                         | 27. јун 1951.                                                                                           | 4 године, 38 дана                                                                                       | [ 13 ]                                                                                                  | |
| 3 конгрес НОС 1949—1953.                                                                                | 3 | Здравко Вуковић (1924—2005)                                                                             | 27. јун 1951.                                                                                           | 6. децембар 1953.                                                                                       | 6 година, 170 дана                                                                                      | | [ 14 ]                                                                                                  |
| 4 конгрес НОС 1953—1957.                                                                                | 3 | Здравко Вуковић (1924—2005)                                                                             | председник Централног комитета 1953—1969.                                                               | председник Централног комитета 1953—1969.                                                               | 6 година, 170 дана                                                                                      | | |
| 4 конгрес НОС 1953—1957.                                                                                | 3 | Здравко Вуковић (1924—2005)                                                                             | 6. децембар 1953.                                                                                       | 14. децембар 1957.                                                                                      | 6 година, 170 дана                                                                                      | | |
| 5 конгрес НОС 1957—1962.                                                                                | 4 | Пера Ђоковић (1930—)                                                                                    | 14. децембар 1957.                                                                                      | 31. март 1962.                                                                                          | 4 године, 107 дана                                                                                      | | [ 15 ]                                                                                                  |
| 6 конгрес НОС 1957—1962.                                                                                | 5 | Душан Митевић (1938—2003)                                                                               | 31. март 1962.                                                                                          | 22. април 1965.                                                                                         | 3 године, 22 дана                                                                                       | | [ 16 ]                                                                                                  |
| 6 конгрес НОС 1957—1962.                                                                                | 6 | Ђоко Стојчић (1936—2021)                                                                                | 22. април 1964.                                                                                         | 23. март 1968.                                                                                          | 2 године, 336 дана                                                                                      | | [ 17 ]                                                                                                  |
| 7 конгрес СОС 1968—1974.                                                                                | 7 | Мирослав Марковић (1944—2010)                                                                           | 24. март 1968.                                                                                          | 22. март 1969.                                                                                          | 3 године, 209 дана                                                                                      | | [ 18 ]                                                                                                  |
| 7 конгрес СОС 1968—1974.                                                                                | 7 | Мирослав Марковић (1944—2010)                                                                           | председник Републичке Конференције 1969—1974.                                                           | | 3 године, 209 дана                                                                                      | | |
| 7 конгрес СОС 1968—1974.                                                                                | 7 | Мирослав Марковић (1944—2010)                                                                           | 22. март 1969.                                                                                          | 6. април 1971.                                                                                          | 3 године, 209 дана                                                                                      | | |
| 7 конгрес СОС 1968—1974.                                                                                | 7 | Мирослав Марковић (1944—2010)                                                                           | 6. април 1971.                                                                                          | 19. октобар 1971.                                                                                       | 3 године, 209 дана                                                                                      | [ 19 ]                                                                                                  | |
| 7 конгрес СОС 1968—1974.                                                                                | 8 | Перо Симић (1946—2016)                                                                                  | 19. октобар 1971.                                                                                       | 14. март 1973.                                                                                          | 1 година, 146 дана                                                                                      | поднео оставку                                                                                          | [ 20 ]                                                                                                  |
| 7 конгрес СОС 1968—1974.                                                                                | / | Ципријан Иванковић (1944—2013)                                                                          | 14. март 1973.                                                                                          | 25. април 1973.                                                                                         | 42 дана                                                                                                 | вршилац дужности                                                                                        | [ 21 ]                                                                                                  |
| 7 конгрес СОС 1968—1974.                                                                                | 9 | Светозар Мијаиловић (1947)                                                                              | 25. април 1973.                                                                                         | 26. новембар 1974.                                                                                      | 3 године, 330 дана                                                                                      | | [ 22 ]                                                                                                  |
| 8 конгрес ССОС 1974—1978.                                                                               | 9 | Светозар Мијаиловић (1947)                                                                              | 26. новембар 1974.                                                                                      | 21. март 1977.                                                                                          | 3 године, 330 дана                                                                                      | | |
| 8 конгрес ССОС 1974—1978.                                                                               | 10 | Слободан Палалић                                                                                        | 21. март 1977.                                                                                          | 18. новембар 1978.                                                                                      | 1 година, 242 дана                                                                                      | | [ 23 ]                                                                                                  |
| 9 конгрес ССОС 1978—1982.                                                                               | 11 | Миломир Минић (1950)                                                                                    | 18. новембар 1978.                                                                                      | 17. децембар 1980.                                                                                      | 2 године, 29 дана                                                                                       | | |
| 9 конгрес ССОС 1978—1982.                                                                               | 12 | Драган Илић (1954—2016)                                                                                 | 17. децембар 1980.                                                                                      | 25. новембар 1981.                                                                                      | 343 дана                                                                                                | | [ 24 ]                                                                                                  |
| 9 конгрес ССОС 1978—1982.                                                                               | 13 | Милан Обућина (1955)                                                                                    | 25. новембар 1981.                                                                                      | 12. децембар 1982.                                                                                      | 1 година, 17 дана                                                                                       | | [ 25 ]                                                                                                  |
| 10 конгрес ССОС 1978—1982.                                                                              | 14 | Петар Дамјановић (1954)                                                                                 | председник Председништва Републичке Конференције 1982—1990.                                             | председник Председништва Републичке Конференције 1982—1990.                                             | 1 година, 3 дана                                                                                        | | |
| 10 конгрес ССОС 1978—1982.                                                                              | 14 | Петар Дамјановић (1954)                                                                                 | 12. децембар 1982.                                                                                      | 15. децембар 1983.                                                                                      | 1 година, 3 дана                                                                                        | [ 26 ]                                                                                                  | |
| 10 конгрес ССОС 1978—1982.                                                                              | 16 | Драган Крстић (1957)                                                                                    | 15. децембар 1983.                                                                                      | 20. децебар 1984.                                                                                       | 1 година, 5 дана                                                                                        | | [ 27 ]                                                                                                  |
| 10 конгрес ССОС 1978—1982.                                                                              | 17 | Горан Гнус (1958)                                                                                       | 20. децебар 1984.                                                                                       | 23. децембар 1985.                                                                                      | 3 дана                                                                                                  | | [ 28 ]                                                                                                  |
| 10 конгрес ССОС 1978—1982.                                                                              | 18 | Зоран Анђелковић (1958)                                                                                 | 23. децембар 1985.                                                                                      | 11. мај 1986.                                                                                           | 139 дана                                                                                                | | [ 29 ]                                                                                                  |
| 11 конгрес ССОС 1986—1990.                                                                              | 19 | Слободан Унковић (1960)                                                                                 | 11. мај 1986.                                                                                           | 20. мај 1987.                                                                                           | 2 године, 22 дана                                                                                       | | [ 30 ]                                                                                                  |
| 11 конгрес ССОС 1986—1990.                                                                              | 19 | Слободан Унковић (1960)                                                                                 | 20. мај 1987.                                                                                           | 2. јун 1988.                                                                                            | 2 године, 22 дана                                                                                       | [ 31 ]                                                                                                  | |
| 11 конгрес ССОС 1986—1990.                                                                              | 20 | Душко Тодоровић                                                                                         | 2. јун 1988.                                                                                            | 14. јун 1989.                                                                                           | 1 година, 344 дана                                                                                      | | [ 32 ]                                                                                                  |
| 11 конгрес ССОС 1986—1990.                                                                              | 20 | Душко Тодоровић                                                                                         | 14. јун 1989.                                                                                           | 12. мај 1990.                                                                                           | 1 година, 344 дана                                                                                      | | |